# Ochrona przed korozją (czasopismo)
Ochrona przed korozją – miesięcznik naukowo-techniczny wydawany przez Stowarzyszenie Inżynierów i Techników Przemysłu Chemicznego; na łamach czasopisma są zamieszczane artykuły na temat, m.in.: metod badań zjawisk korozyjnych i sposobów zabezpieczania przed korozją metali, betonu, drewna (np. ochrona elektrochemiczna, farby, powłoki ochronne, inhibitory korozji). Zakres tematyczny ilustrują tytuły przykładowych artykułów:
- Zbigniew Żurek i wsp.: Morfologia zgorzelin utworzonych na stali Crofer 22APU podczas utleniania w atmosferze powietrza zawierającego SO2[2],
- Zofia Wolarek i wsp.: Wpływ obróbki cieplnej na korozyjne zachowanie się stali specjalnych i stopu niklu[3],
- Krystyna Lublińska i wsp.: Wpływ wodoru na adhezję plateru do podłoża w złączach wytworzonych metodą walcowania na gorąco[4],
- Iwona Flis-Kabulska: Wpływ anodowej polaryzacji żelaza w roztworze NaOH na wnikanie wodoru podczas polaryzacji katodowej[5],
- Jerzy Karyś: VII Warsztaty Rzeczoznawcy Mykologiczno-Budowlanego PSMB[6],
- Wojciech Sokólski: 19. Warsztaty – Ochrona przeciwkorozyjna konstrukcji podziemnych[7].